# Площанская волость
Площа́нская во́лость — упразднённая административно-территориальная единица, существовавшая в составе 1-го стана Дмитровского уезда Орловской губернии. Располагалась на востоке уезда. 
Административным центром было село Плоское.

## История
Образована в ходе крестьянской реформы 1861 года.
Упразднена в связи с укрупнением волостей к 1890 году путём раздела территории между Волковской и Долбенкинской волостями.
В настоящее время территория волости входит в состав Дмитровского района Орловской области.

## Населённые пункты
В 1877 году в состав волости входило 10 населенных пунктов (список неполный):
| № | Населённый пункт | Тип населённого пункта |
| - | ---------------- | ---------------------- |
| 1 | Авилово          | деревня                |
| 2 | Апойково         | деревня                |
| 3 | Ждановка         | деревня                |
| 4 | Кучеряевка       | деревня                |
| 5 | Плоское          | село, администр. центр |
| 6 | Хальзево         | деревня                |
| 7 | Хитровка         | деревня                |